# フォンドメタル・フォメットF1
フォンドメタル・フォメットF1 (Fondmetal Fomet F1) はフォンドメタルが1991年のF1世界選手権に投入したフォーミュラ1カー。デザイナーはロビン・ハード。

## 開発
フォメットF1は1991年の前半にイギリスを拠点とするフォメットによって製作された。フォンドメタルが製作した最初のシャシーである。エンジンはブライアン・ハートがチューニングしたフォード-コスワース DFRを搭載した。ギアボックスは自社製6速で、1991年サンマリノグランプリ前日にテストが行われた。フォメットF1は序盤2戦で使用されたFA1M-Eよりもホイールベースが延長され、ボディスタイルはスリム化された。車体はフォンドメタルのカラーである紺色に塗装され、サイドポッドは銀地に赤のラインが入れられた。
責任技術者はティノ・ベッリ、ティム・ホロウェイが担当し、いくつかの細かな開発は後にリチャード・ディバイラによって行われた。
フォメットは当初フォンドメタル・コルセと密接に関連していた。フォンドメタルのオーナー、ガブリエーレ・ルミは1980年代にオゼッラをスポンサードしていた。フォンドメタルは1990年後半に資金と技術的に苦しむチームを引き継ぎ、ルミはチームの技術的基礎を確立しようとしていた。レギュレーションが改正されターボエンジンが禁止、自然吸気エンジンのみで争われることになり、トップチームだけでなく多くの小チームがイギリスを拠点として活動するようになった。ルミは1990年後半、イギリスのビスターにフォメットを設立、イギリス人エンジニアを雇用した。フォメットはマーチ・エンジニアリングの敷地内に開発拠点を持ち、当初はマーチのエンジニアだったロビン・ハードが監修した。この間にフォメット1が開発された。
結果の出ないシーズンを送り、フォメットとフォンドメタルの間には亀裂が生じた。ルミはフォメットとのコラボレーションを終了することとした。フォメットはヴェンチュリーによって買収されヴェンチュリーUKと改名、既に開発していた1992年用の車両はヴェンチュリー・LC92としてラルースが使用した。フォンドメタルはセルジオ・リンランド率いるアスタウトと1992年の車両を開発することを発表した。しかしながら、その新型車は1992年半ばまで投入されなかった。

## レース戦績
フォメットF1のデビューは成功とは言えなかった。オリビエ・グルイヤールは3戦連続して予備予選落ちした。しかし、マニクールでのテストの後、グルイヤールはメキシコグランプリを10位で予選通過した。フォメットF1の最高位はベルギーグランプリでの10位であった。第14戦のスペイングランプリからグルイヤールに代わってガブリエル・タルキーニがドライブした。タルキーニは3戦中2戦で完走を果たした。

## F1における全成績
(key) （太字はポールポジション）
| 年     | チーム                | エンジン                        | タイヤ | No. | ドライバー             | 1   | 2   | 3    | 4    | 5    | 6   | 7   | 8    | 9    | 10  | 11  | 12  | 13   | 14  | 15  | 16   | ポイント | 順位 |
| ------ | --------------------- | ------------------------------- | ------ | --- | ---------------------- | --- | --- | ---- | ---- | ---- | --- | --- | ---- | ---- | --- | --- | --- | ---- | --- | --- | ---- | -------- | ---- |
| 1991年 | フォンドメタル F1 SpA | フォード コスワース DFR 3.5, V8 | G      |     |                        | USA | BRA | SMR  | MON  | CAN  | MEX | FRA | GBR  | GER  | HUN | BEL | ITA | POR  | ESP | JPN | AUS  | 0        | NC   |
| 1991年 | フォンドメタル F1 SpA | フォード コスワース DFR 3.5, V8 | G      | 14  | オリビエ・グルイヤール |     |     | DNPQ | DNPQ | DNPQ | Ret | Ret | DNPQ | DNPQ | DNQ | 10  | Ret | DNPQ |     |     |      | 0        | NC   |
| 1991年 | フォンドメタル F1 SpA | フォード コスワース DFR 3.5, V8 | G      | 14  | ガブリエル・タルキーニ |     |     |      |      |      |     |     |      |      |     |     |     |      | 12  | 11  | DNPQ | 0        | NC   |

## 参照
1. ↑  www.f1rejects.com Archived 2010年12月27日, at the Wayback Machine. (2011-01-10).
2. ↑  Vgl. dazu: Cimarosti. Das Jahrhundert des Rennsports. S. 374.
3. ↑  フェラーリはギルフォードに開発拠点を開設し、1989年のシャシーを開発した。 (vgl. Cimarosti: Das Jahrhundert des Rennsports, S: 401); ユーロブルン・レーシングは「ブルン・テクニック」をベイジングストークに開設した。
4. ↑  Ménard: La Grande Encyclopédie de la Formule 1, S. 463.